# Станично-Луганська селищна рада
| Станично-Луганська селищна рада — орган місцевого самоврядування у Станично-Луганському районі Луганської області з адміністративним центром у смт Станиця Луганська. Селищній раді підпорядковані населені пункти: - смт Станиця Луганська |

## Склад ради
Рада складається з 30 депутатів та голови.

### Керівний склад ради
| ПІБ                        | Основні відомості                                                                | Дата обрання | Дата звільнення |
| -------------------------- | -------------------------------------------------------------------------------- | ------------ | --------------- |
| Орєшкін Юрій Олександрович | Селищний голова, 1947 року народження, освіта, член Комуністичної партії України | 26.03.2006   | 31.10.2010      |
| Григорова Галина Сергіївна | Селищний голова, 1956 року народження, освіта вища, член Партії регіонів         | 31.10.2010   |                 |

Примітка: таблиця складена за даними джерела